# 미국 남부 육군
미국 남부 육군(United States Army South (ARSOUTH or USARSO))은 남아메리카 전구를 맡고있는 미국 남부 사령부 휘하 미국 육군근무구성사령부(ASCC)이다. 본부는 샌안토니오 합동기지에 속하는 포트 샘 휴스턴에 있다.
표어는 "Defense and Fraternity" "Juntos Podemos!→영어: Together We Can! 한국어: 우린 함께 할 수 있다!"

## 역사

### 첫 주둔
1904년 3월 8일 미국의 대통령 시어도어 루스벨트는 파나마 운하 위탁에 승인하였다. 3년 뒤, "파나마 운하 경비대"가 창설되었다. 1911년 첫 미국의 파나마 주둔군으로 제10보병이 배속되었다. 군사 시설인 쿼리 헤이츠의 건설이 시작되었다. 1915년 말에 미국 "파나마 운하 구역 병대"로 개편되었고, 이듬해 본부가 앙콘 언덕의 쿼리 건물(Quarry Heights)로 이전하였다. 1917년 7월 1일, 파나마 지부로 재편성되었다.

### 파나마 운하 지부

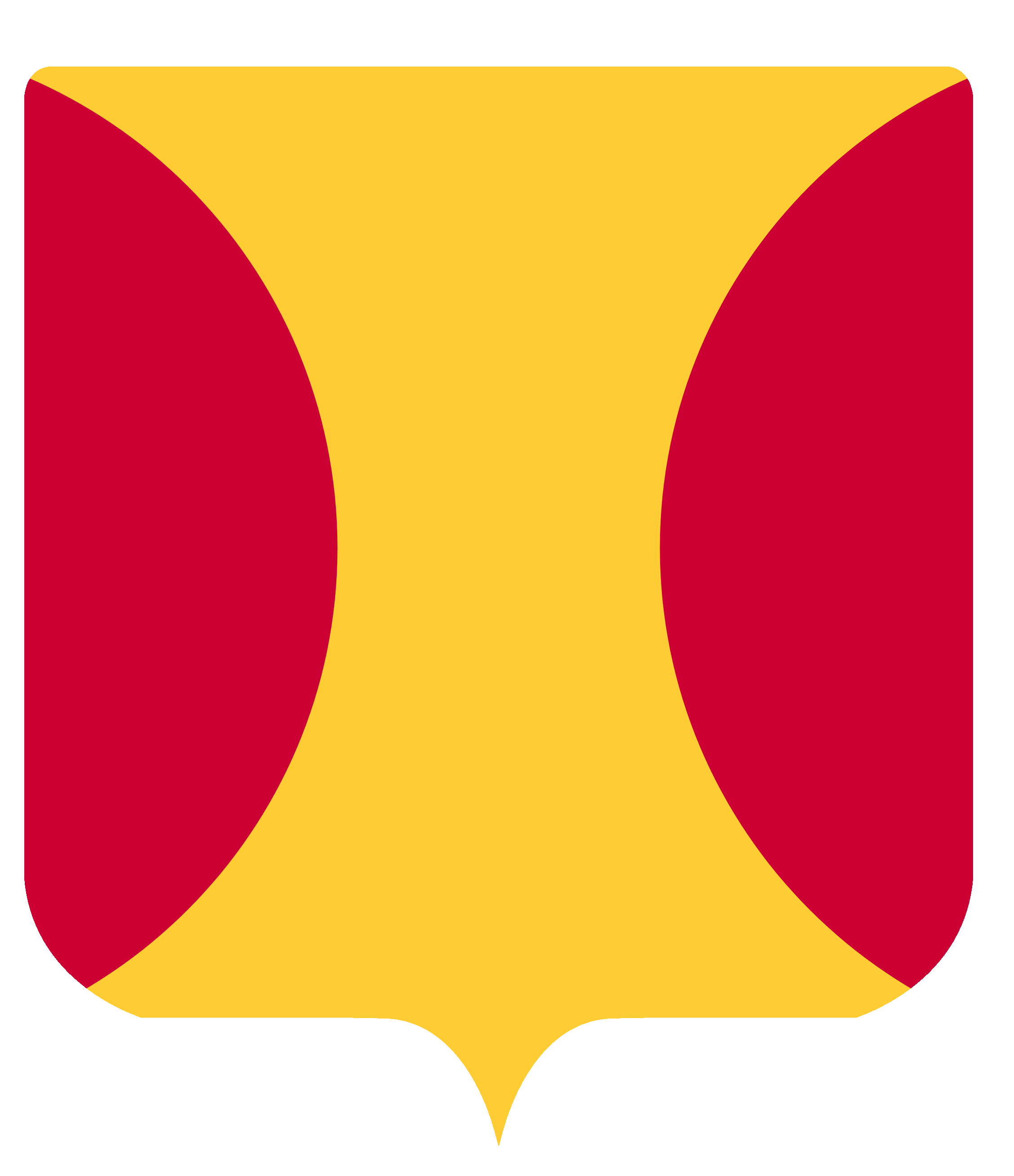
파나마 운하 지부의 SSI

파나마 운하 지부(Panama Canal Department)는 1917년 6월 2일, 미국 육군의 동부 지부에서 분리되었다. 처음에 본부를 앙콘 언덕에 두었고, 3년 뒤의 1920년 4월 1일에 쿼리 헤이츠로 옮겼다. 14보병, 33보병, 42야전포병, 11공병로 구성된 제19보병여단과 특수 병력으로 편성된 지부는 운하부터 국토, 해안, 항만, 해역의 방위에 대응하였다.
1939년, 알브룩 공군기지가 건설되었다.

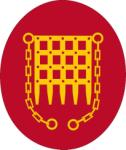
파나마 운하 사단의 SSI

1921년 하와이와 필리핀처럼 지부를 방위할 목적에 따라 파나마 운하 사단이 창설되었다. 사단은 제19, 20보병여단으로 구성되었는데, 여단은 1927년에 해산하였고, 사단은 1932년 필요하면 언제든 소집할 수 있도록 편성표를 남겨두고 해산하였다. 1940년, 파나마 운하 사단은 파나마 기동대 (Panama Mobile Force)로 개명되었다.
제2차 세계 대전 중에는 향토 방위 전구사령부의 하나인 카리브 방위사령부가 1941년 2월 10일에 설립되었다. 파나마 운하 지부는 푸에르토리코 지부와 함께 예속되었다.
1942년, 파나마 운하에 주둔하고 있던 모든 육군 항공대의 부대를 정리하여 제6공군이 창설되었다. 이들은 독일 국방군, 전쟁해군의 유보트에 대한 대잠수함전을 수행하였다.
전쟁이 끝난 뒤에는, 통합전투사령부 계획에 따라 1947년 11월 1일에 미국 카리브 사령부가 파나마의 포트 클레이톤에 창설되었다. 지부는 11월 15일에 미국 카리브 육군로 개편되었다.

### 미국 카리브 육군
1977년 오마르 토리요스와 지미 카터는 1999년까지 파나마 운하를 파나마 정부로 되돌려주는 조약을 맺었다. 이후, 미국 정부는 조금씩 주둔군을 미국 본토로 귀환시키므로서 줄여나갔다.
1961년, 피그스 만 침공의 실패와 쿠바가 소련의 원조를 받는 것으로 추정되자, 제20보병연대, 1전투단이 증원되고, 1962년 8월 8일, 제193보병여단이 소집되었다.
1986년 12월 4일, 주요 육군사령부이자 미국 남부 사령부의 육군구성군인 미국 남부 육군으로 재편성되었다. 포트 클레이턴 95번 건물에 본부를 두었다.

### 미국 남부 육군
1989년, 마누엘 노리에가가 파나마를 통치하면서 마약을 밀수하는 범죄 행위가 적발되고, 그가 미국의 중앙, 남아메리카에 대한 전략적 정책에 걸림돌이 될것으로 판단한, 미국 정부는 저스트 커즈 작전을 집행하여 원정군을 파견하였다. 남부 육군은 "남부 JTF"(JTF-South)를 위한 본부가 되었다.
1994년 10월 14일, 제193보병여단이 해산하였다.
1999년, 조약에 따라 모든 미국 파나마 주둔군이 완전히 철수하였다. 남부 육군은 텍사스주의 포트 샘 휴스턴으로 옮겨갔다.
2008년, 알라모 부대로도 알려져 있는 제6군이 브룩 육군의료원에서 재소집되어 ARSOUTH 본부와 결합하였다.

## 작전
- 저스트 커즈 작전 - 마약 밀수에 관여한 독재자 마누엘 노리에가에 대한 체포 작전.
- 통합대응 작전 - 2010년 아이티 지진.
- 뉴호라이즌 작전/비욘드 더 호라이즌 작전 - 중앙/남아메리카, 카리브 인도주의적 대민지원.

## 편성

### 현재
- 본부 및 본부대대 - 텍사스주 포트 샘휴스턴
- JTF-브라보 - 혼두라스 소토 카노 공군기지
- 제228항공연대, 1대대 - 혼두라스 소토 카노 공군기지
- 제470군사정보여단 - 텍사스주 포트 샘휴스턴
- 제512공병분견대 (지리공간) - 텍사스주 포트 샘휴스턴
- 제525헌병대대 - 쿠바 관타나모만 수용소
- 제56통신대대 - 텍사스주 포트 샘휴스턴
- 제377전구지원사령부 - 루이지애나주 뉴올리언스
- 제807의무사령부 - 유타주 포트 더글라스

### 이전
- 제193보병여단; 1962년 8월 8일 ~ 1994년 10월 14일

1917년
- 제19여단
  - 제14보병연대
  - 제33보병연대
  - 제42야전포병연대
  - 제11공병연대
  - 특수병력대

1921년
- 파나마 운하 사단; 1921년 ~ 1932년, 해산하고 편성표에만 남겨짐
  - 제19보병여단; ~ 1927년, 해산
  - 제20보병여단; ~ 1927년, 해산

## 역대 지휘관
| #   | 계급 | 성명                    | 취임              | 이임             | 참고  |
| --- | ---- | ----------------------- | ----------------- | ---------------- | ----- |
| 1.  | 소장 | C.R. Edwards            | 1914년 11월 16일  | 1917년 월 일     |       |
| 2.  | 준장 | E.H. Plumner            | 1917년 4월 12일   | 1917년 8월 14일  |       |
| 3.  | 소장 | Adelbert Cronkhite      | 1917년 8월 14일   | 1917년 8월 31일  |       |
| 4.  | 대령 | C.E. Landers            | 1917년 8월 31일   | 1918년 2월 28일  |       |
| 5.  | 소장 | R.N. Blatchford         | 1918년 2월 27일   | 1919년 4월 18일  |       |
| 6.  | 소장 | C.W. Kennedy            | 1919년 4월 18일   | 1921년 5월 24일  |       |
| 7.  | 준장 | Edwin E. Babbit         | 1921년 5월 24일   | 1921년 10월 22일 |       |
| 8.  | 소장 | Samuel E. Sturgis       | 1921년 10월 22일  | 1924년 9월 19일  |       |
| 9.  | 소장 | William Lassiter        | 1924년 9월 19일   | 1926년 6월 13일  |       |
| 10. | 소장 | C.H. Martin             | 1926년 6월 13일   | 1927년 10월 2일  |       |
| 11. | 소장 | W.J. Graves             | 1927년 10월 2일   | 1928년 4월 1일   |       |
| 12. | 소장 | Malin Craig             | 1928년 4월 1일    | 1930년 8월 10일  |       |
| 13. | 소장 | L.R. Erwin              | 1930년 8월 10일   | 1930년 11월 24일 |       |
| 14. | 소장 | Preston Brown           | 1930년 11월 24일  | 1933년 9월 5일   |       |
| 15. | 소장 | Harold B. Fiske         | 1933년 9월 5일    | 1935년 11월 10일 |       |
| 16. | 소장 | Lytle Brown             | 1935년 11월 10일  | 1936년 8월 30일  |       |
| 17. | 소장 | H.W. Butler             | 1936년 8월 30일   | 1937년 2월 10일  |       |
| 18. | 준장 | F.W. Rowell             | 1937년 2월 10일   | 1937년 4월 12일  |       |
| 19. | 소장 | David L. Stone          | 1937년 4월 12일   | 1940년 1월 8일   |       |
| 20. | 중장 | Daniel Van Voorhis      | 1940년 1월 8일    | 1941년 9월 19일  |       |
| 21. | 중장 | Frank M. Andrews        | 1941년 9월 190일  | 1942년 11월 9일  |       |
| 22. | 중장 | George H. Brett         | 1942년 11월 9일   | 1945년 10월 15일 |       |
| 23. | 중장 | Willis D. Crittenberger | 1945년 10월 15일  | 1947년 11월 15일 |       |
| 24. | 소장 | Edward H. Brooks        | 1947년 11월 15일  | 1948년 11월 21일 |       |
| 25. | 소장 | Ray E. Porter           | 1948년 11월 21일  | 1951년 12월 1일  |       |
| 26. | 소장 | L.J. Whitlock           | 1951년 12월 1일   | 1954년 7월 11일  |       |
| 27. | 소장 | Lionel C. McGarr        | 1954년 7월 12일   | 1956년 6월 30일  |       |
| 28. | 소장 | Thomas Harrold          | 1956년 6월 24일   | 1958년 6월 27일  |       |
| 29. | 소장 | Charles L. Dasher       | 1958년 6월 28일   | 1960년 6월 1일   |       |
| 30. | 소장 | Theodore F. Bogart      | 1960년 6월 1일    | 1964년 7월 1일   |       |
| 31. | 중장 | James D. Alger          | 1964년 7월 1일    | 1967년 7월 20일  |       |
| 32. | 소장 | Chester L. Johnson      | 1967년 7월 21일   | 1970년 12월 3일  |       |
| 33. | 소장 | George L. Jr. Mabry     | 1970년년 12월 5일 | 1974년 12월 1일  |       |
| 34. | 소장 | William R. Richardson   | 1974년 12월 1일   | 1977년 6월 16일  |       |
| 35. | 소장 | Richard W. Anson        | 1977년 6월 16일   | 1979년 6월 5일   |       |
| 36. | 준장 | Keith C. Lever          | 1979년 6월 5일    | 1982년 4월 5일   |       |
| 37. | 소장 | Fred F. Woerner         | 1982년 4월 5일    | 1986년 3월 14일  |       |
| 38. | 소장 | James March Taylor      | 1986년 3월 14일   | 1987년 4월 28일  |       |
| 39. | 소장 | Bernard Loeffke         | 1987년 4월 28일   | 1989년 6월 25일  |       |
| 40. | 소장 | Marc A. Cisneros        | 1989년 7월 25일   | 1990년 7월 12일  |       |
| 41. | 준장 | Joseph W. Kinzer        | 1990년 7월 12일   | 1990년 9월 12일  |       |
| 42. | 소장 | William W. Hartzog      | 1990년 9월 12일   | 1991년 7월 5일   |       |
| 43. | 소장 | Richard F. Timmons      | 1991년 7월 5일    | 1993년 5월 5일   |       |
| 44. | 준장 | James Wilson            | 1993년 5월 5일    | 1993년 7월 11일  |       |
| 45. | 소장 | George A. Crocker       | 1993년 6월 11일   | 1995년 3월 3일   |       |
| 46. | 소장 | Lawson W. Magruder III  | 1995년 3월 3일    | 1997년 5월 16일  |       |
| 47. | 소장 | Phillip R. Kensinger    | 1997년 5월 16일   | 2000년 7월 11일  |       |
| 48. | 소장 | Alfred A. Valenzuela    | 2000년 7월 11일   | 2003년 10월 31일 |       |
| 49. | 소장 | John D. Gardener        | 2003년 10월 31일  | 2005년 10월 28일 |       |
| 50. | 소장 | P.K. Keen               | 2005년 10월 28일  | 2007년 8월 16일  |       |
| 51. | 소장 | Keith M. Huber          | 2007년 8월 16일   | 2009년 11월 9일  |       |
| 52. | 소장 | Simeon G. Trombitas     | 2009년 11월 9일   | 2012년 9월 14일  |       |
| 53. | 소장 | Frederick S. Rudesheim  | 2012년 9월 14일   | 2013년 6월 24일  |       |
| 54. | 소장 | Joseph P. DiSalvo       | 2013년 6월 24일   | 2015년 6월 4일   |       |
| 55. | 소장 | Clarence K.K. Chinn     | 2015년 6월 4일    | 2017년 10월      |       |
| 56. | 소장 | Mark R. Stammer         | 2017년 10월       | 2019년 7월 15일  |       |
| 57. | 소장 | Daniel R. Walrath       | 2019년 7월 15일   | 임기중           | [ 2 ] |

## 기록

### 계보
- 1904년 3월 8일, Panama Canal Guard
→파나마 운하 경비대
- 1914년, United States Troops - Panama Canal Zone
→미국 파나마 운하 구역 병대
- 1917년 7월 1일, Panama Canal Department
→파나마 운하 지부
- 1947년 11월 15일, United States Army Caribbean (USARCARIB)
→미국 카리브 육군
- 1963년 6월 6일, United States Army Forces Southern Command
→미국 육군 남부사령부
- 1986년 12월 4일, Headquarters, United States Army South
정규군에 배정됨.
→미국 남부 육군, 본부
- 2008년 7월 16일, Headquarters, United States Army South
→미국 남부 육군, 본부
- 2011년 6월 16일, Headquarters and Headquarters Battalion, United States Army South
→미국 남부 육군, 본부 및 본부대대

### 전역
| 스트리머        | 내역            |
| --------------- | --------------- |
| 제2차 세계 대전 | 뉴기니아        |
| 제2차 세계 대전 | 비스마르크 제도 |
| 제2차 세계 대전 | 레이테          |
| 제2차 세계 대전 | 루손            |
| 국군 원정       | 파나마          |

### 장식
| 스트리머                | 내역                       |
| ----------------------- | -------------------------- |
| 필리핀 대통령 부대 표창 | 1941년, 제2차 세계 대전    |
| 공로부대표창            | 1944년, 제2차 세계 대전    |
| 육군 우수부대수상       | 1994년, 민주주의 유지 작전 |
| 육군 우수부대수상       | 2011년, 통합 대응 작전     |